# Manjit Singh (Leichtathlet)
Manjit Singh Chahal (* 1. September 1989 in Ujhana, Haryana) ist ein indischer Leichtathlet, der sich auf den 800- und 1500-Meter-Lauf spezialisiert  hat.

## Sportliche Laufbahn
Erste internationale Erfahrungen sammelte Manjit Singh bei den Commonwealth Games 2010 in Neu-Delhi, bei denen er über 800 Meter bis in das Halbfinale gelangte. 2013 wurde er bei den Asienmeisterschaften in Pune in 1:49,70 min Vierter. Erst 2018 nahm er wieder an den Asienspielen in Jakarta teil und siegte dort in 1:46,15 min überraschend über 800 Meter vor seinem Landsmann Jinson Johnson. Zudem belegte er im 1500-Meter-Lauf in 3:46,57 min en vierten Platz.
Singhs Vater Randhir Singh Chahal war als Kugelstoßer aktiv.

## Persönliche Bestzeiten
- 800 Meter: 1:46,15 min, 28. August 2018 in Jakarta
- 1500 Meter: 3:42,24 min, 8. März 2018 in Patiala